# Herr des wilden Westens
Herr des wilden Westens (Originaltitel: Dodge City) ist ein US-amerikanischer Western des Regisseurs Michael Curtiz aus dem Jahr 1939. Die Premiere in den USA war am 1. April 1939, in Deutschland wurde der Film erst am 26. März 1950 uraufgeführt.

## Handlung
Als Colonel Dodge im Jahr 1865 mit dem ersten Zug „Atchison, Topeka and Santa Fe Railway“ die nach ihm benannte Stadt Dodge City in Kansas erreicht, wird der Ort mit dem Rest der Welt verbunden. Colonel Dodge möchte, dass eine schöne und friedliche Stadt entsteht. Zur selben Zeit werden Jeff Surrett und seine Bande verhaftet, weil sie ohne Lizenz Bisons gejagt und dagegen protestierende Indianer niedergeschossen haben. Maßgeblich an der Verhaftung beteiligt ist der irische Abenteurer Wade Hutton, der zusammen mit seinen ständigen Begleitern Rusty Hart und Tex Baird Dodge beim Bau der Eisenbahn geholfen hat. Sowohl Colonel Dodge als auch Wade Hutton verlassen die Stadt nach ihrer Gründung.
Sieben Jahre später: Dodge City hat sich zu einem der bedeutendsten Umschlagplätze für Rinder entwickelt. Mit dem wirtschaftlichen Erfolg sind neben friedlichen Siedlern aber auch Diebe und Revolvermänner in die Stadt gezogen. Überall in der Stadt wuchern Saloons und Spielhallen; es kommt regelmäßig zu Schießereien. Der zurückgekehrte Jeff Surrett und seine Bande kontrollieren die Stadt mit brutaler Hand, ohne jemals für ihre Straftaten belangt zu werden. Als etwa der Viehhändler Matt Cole für sein Vieh von Surrett eine Bezahlung verlangt, wird er von dessen Handlangern ermordet. 
Unterdessen ist Wade Hutton mit seiner Rindeherde und einigen Siedlern vom Süden auf dem Weg nach Dodge City. Unter den Siedlern befinden sich Abbie Irving und ihr leichtsinniger Bruder Lee, die nach dem Tod ihres Vaters nach Dodge City zu ihrem Onkel Dr. Irving ziehen sollen. Doch Lee löst in Trunkenheit eine Stampede aus und schießt wild um sich. Hatton schießt in Notwehr Lee an, der von den aufgewühlten Rindern totgetrampelt wird. Seine Schwester Abbie nimmt Huttons Entschuldigung nicht an.
In der Stadt angekommen, will Wade seine Rinder nicht an seinen alten Gegenspieler Jeff Surrett verkaufen, da er ihm nicht vertraut, obgleich dieser das meiste Geld bietet. Wade plant stattdessen seine Rinder an den seriösen Mr. Orth verkaufen, der aber vor Vertragsabschluss von Surretts Bande getötet wird. Ein weiteres Problem ergibt sich, als nach einer wilden Schlägerei in Surretts Saloon zwischen Nordstaatlern und Südstaatlern dieser willkürlich Rusty aufhängen möchte. Wade kann den Tod seines besten Freundes gerade noch verhindern, indem er Surrett mit einer Pistole bedroht. Wade will Surrett wegen versuchter Selbstjustiz dem örtlichen Sheriff übergeben, doch erlebt er eine böse Überraschung: das Amt des Sheriffs ist unbesetzt. Wegen seines mutigen Auftrittes gegen Surrett wird Wade von einigen Bürgern, unter ihnen auch Abbies Onkel (bei dem Abbie inzwischen lebt), gefragt, ob er nicht der neue Sheriff von Dodge City sein wolle. Hatton hält sich nicht für qualifiziert für ein solches Amt. Er ändert seine Meinung, als ein mit ihm gut bekannter Junge – der Sohn des ermordeten Viehhändlers Cole – bei einer Schießerei versehentlich von hysterischen Pferden zu Tode geschleift wird.
Wade wird zum Sheriff ernannt, außerdem Rusty und Tex Baird zu Hilfssheriffs. Die Lage ist schwierig, doch gibt es erste Fortschritte, so wird zum Beispiel eine waffenfreie Zone errichtet. Surrett versucht unterdessen vergeblich, Hatton zu bestechen. Unterstützt werden die Sheriffs bei ihrer Arbeit von der örtlichen Zeitung, deren Chefredakteur Joe Clemens ein klarer Gegner von Surrett ist. Bei Clemens’ Zeitung hat Abbie inzwischen eine Anstellung gefunden. Wade erwirbt sich zusehends den Respekt von Abbie, und es beginnt zwischen den beiden eine romantische Beziehung. 
Hutton möchte Surrett vor Gericht bringen und auch Clemens tätigt umfangreiche Recherchen mit zahlreichen Beweisen für die Schandtaten von Surretts Bande. Als Clemens einen Surrett schwer belastenden Bericht veröffentlichen will, wird er von Surretts Handlanger Yancey erschossen und der Bericht wird gestohlen. Durch Druckerschwärze an seinen Fingern kann Yancey überführt werden und wird verhaftet. Die wütenden Stadtbewohner wollen in einem Anfall von Selbstjustiz Yancey töten, um so den Tod des allseits beliebten Clemens zu rächen. Yanceys Anwalt schlägt wegen der brenzligen Lage vor, diesen aus der Stadt zu bringen. 
Doch dahinter verbirgt sich eine List: Surrett und seine Männer verbergen sich im Zug, eröffnen das Feuer auf Wade und Rusty und wollen Yancey befreien. Abbie sitzt im selben Zug, weil sie zu ihrer eigenen Sicherheit aus der Stadt geschafft werden soll, da sie als einzige den Inhalt von Clemens Artikel kennt und vor Gericht auftreten  soll. Als sie Surrett bemerkt und Wade helfen will, nimmt Surrett sie als Geisel. Daraufhin löst Wade Yanceys Handschellen, der zusammen mit den anderen Bandenmitgliedern aus dem inzwischen brennenden Waggon flieht. Sie verriegeln die Tür, doch Hutton, Rusty und Abbie können sich befreien. Wade schießt vom Zug auf die Bande, die mit Pferden fliehen will. Sowohl Surrett als auch Yancey können getötet werden. 
Nach dem Ende von Surretts Bande wird Dodge City endlich eine friedlichere Stadt. Da erscheint Colonel Dodge, der Wade bittet, mit Tex und Rusty in Virginia City Sheriff zu werden, einer als noch schlimmer geltenden Stadt. Auch Abbie begleitet ihren neuen Ehemann. Wie Wade ist auch sie der Ansicht, dass man helfen müsse, den Westen zu besiedeln.

## Hintergrund
Das Western-Genre wurde in den 1930er Jahren hauptsächlich durch wenig aufwendige, kostengünstige B-Western mit nahezu unbekannten Darstellern bestimmt. Größere Westernfilme mit bekannten Darstellern und großem Aufwand wurden hingegen nur sehr selten produziert. Erst als Filme wie Der Held der Prärie oder Frisco-Express zu beachtlichen Erfolgen wurden, änderte sich das und man investierte mehr Geld in Western. Das Jahr 1939 bedeutete den Durchbruch für den „A“-Western durch Filme wie John Fords Ringo, Henry Kings Jesse James, Mann ohne Gesetz, George Marshalls Der große Bluff – und auch Herr des Wilden Westens hatte seinen Anteil am Aufstieg des Westerns zu einem der beliebtesten Filmgenres in Hollywood. Die Produktionskosten – etwa eine Million US-Dollar, was damals nicht wenig für einen Film war – wurden souverän wieder eingespielt und der Film wurde zu einem der größten kommerziellen Erfolge des Jahres. 
Es war der erste Auftritt von Errol Flynn in einem Western, weshalb das Studio dem Einspielergebnis große Beachtung schenkte. In den folgenden Jahren wurde Flynn in weiteren Western eingesetzt. Für die Spezialeffekte war das Multitalent Byron Haskin verantwortlich, der bei vielen anderen Filmen auch Regie führte oder als Kameramann tätig war. Obwohl ein Großteil des Films in Dodge City im US-Bundesstaat Kansas spielt, entstanden die Filmaufnahmen ausschließlich in Kalifornien, wo die Dreharbeiten Anfang November 1938 begannen.

## Kritiken
Für den film-dienst war Herr des wilden Westens „[e]in mit Witz und Tempo inszenierter Western“, der nach dem Bürgerkrieg spiele und sich dabei mit Errol Flynns Rolle am „legendären Sheriff Wyatt Earp“ orientiert habe. „Episch und aufwendig wird der Mythos der Pionierzeit gefeiert und ehrgeizig illustriert“, befand das Lexikon des Weiteren. „Dramatischer Höhepunkt des Films, der in jeder Sequenz der Tradition huldigt, ist der Ausbruch einer Rinderherde, spektakuläres Schaustück eine bis heute wohl unerreichte Massenkeilerei in der ‚Dancing Hall‘ zum scheppernden Rhythmus des Klaviers.“ Das Fazit von Cinema lautete: „Bunt, witzig, flott und mit munteren Stars.“

## Synchronisation
Eine erste deutsche Synchronfassung entstand 1950 bei der Ultra-Film Synchron GmbH Berlin nach dem Dialogbuch von Ruth Schiemann-König und unter der Synchronregie von Josef Wolf. Im Jahr 1975 wurde im Auftrag der ARD eine zweite Fassung von der Interopa Film GmbH Berlin für das Fernsehen produziert.
| Rolle          | Darsteller               | Synchronsprecher 1950  | Synchronsprecher 1975   |
| -------------- | ------------------------ | ---------------------- | ----------------------- |
| Wade Hutton    | Errol Flynn              | Hans Nielsen           | Manfred Tümmler         |
| Abbie Irving   | Olivia de Havilland      | Gisela Breiderhoff     | Barbara Peters          |
| Ruby Gilman    | Ann Sheridan             | –                      | Almut Eggert            |
| Jeff Surrett   | Bruce Cabot              | Curt Ackermann         | Harald Juhnke           |
| Joe Clemens    | Frank McHugh             | Harald Mannl           | Edgar Ott               |
| Rusty Hart     | Alan Hale Sr.            | Otto Wernicke          | Heinz Theo Branding     |
| Mr. Matt Cole  | John Litel               | Ernst Fritz Fürbringer | Lothar Blumhagen        |
| Dr. Irving     | Henry Travers            | –                      | Siegfried Schürenberg   |
| Colonel Dodge  | Henry O’Neill            | Klaus W. Krause        | Heinz Engelmann         |
| Yancey         | Victor Jory              | Richard Münch          | Günther Kieslich        |
| Lee Irving     | William Lundigan         | John Pauls-Harding     | Uwe Paulsen             |
| Tex Baird      | Guinn „Big Boy“ Williams | Bum Krüger             | Klaus Sonnenschein      |
| Munger         | Douglas Fowley           | –                      | Manfred Lehmann         |
| Mrs. Irving    | Georgia Caine            | –                      | Ursula Krieg            |
| Yanceys Anwalt | Charles Halton           | –                      | Friedrich W. Bauschulte |
| Bud Taylor     | Ward Bond                | Wolfgang Eichberger    | Joachim Kerzel          |